# 허수향
허수향(1984년 11월 7일 ~ )은 대한민국의 가수이다.

## 경력
- 2006년 '달래음악단' 멤버